# 东部边疆 (奥地利)

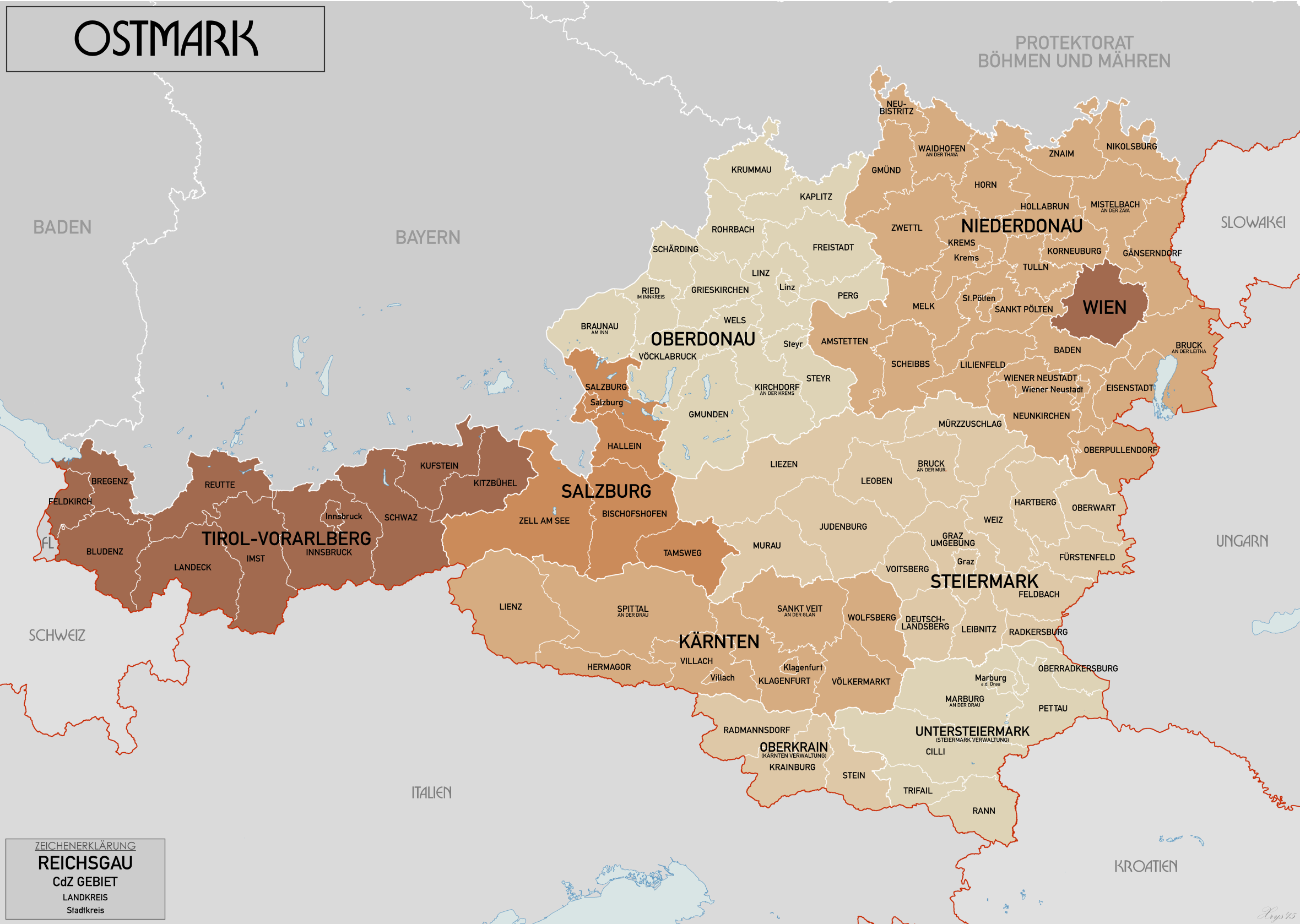
東方邊疆，1941年

東部邊疆（德語：Ostmark，德語發音：[ˈʔɔstmaʁk] ⓘ），該詞是納粹德國在1938到1942年期間的宣用詞，在德奧合併用來代替之前獨立的奧地利聯邦國的名稱。從德奧合併到1939年，對奧地利的官方稱呼為「奧地利邦」（德語：Land Österreich）。

## 歷史
奥地利出生的阿道夫·希特勒在完成了他的母國與德國的合併後，便將其重新命名。奧地利（德語：Österreich，原意為“東方王國”）這個名字被“Ostmark”代替，後者指的是10世紀的東方藩侯國（拉丁語：Marcha Orientalis，Marcha、Mark和March在中世紀歐洲有“邊疆”之意），即奧地利侯國。這一變化意在表明奧地利成為了第三帝國新的“東方邊疆”。
其所辖分区如下
- 克恩顿帝国大区（英语：Reichsgau Kärnten）
- 下多瑙帝国大区
- 上多瑙帝国大区
- 萨尔茨堡
- 施泰尔马克帝国大区
- 蒂罗尔-福拉尔贝格帝国大区
- 维也纳帝國大區

從1942年4月8日起，這些地區被官方統稱為“阿爾卑斯山及多瑙河帝國大區”（Alpen- und Donau-Reichsgaue），由於“Ostmark”這個名字仍能讓人聯想起昔日作為獨立國家的奧地利。在第二次世界大戰後同盟國的軍事佔領之下，奧地利的政權在其1938年前的邊界範圍内依據1943年莫斯科宣言得以恢復。